# Championnat d'Uruguay de football 1972
Navigation
Édition précédente Édition suivante
La 70e édition du championnat d'Uruguay de football est remportée par le Club Nacional de Football. C’est le trente et unième titre de champion du club, le quatrième consécutif. Le Nacional l’emporte avec huit points d’avance sur le Club Atlético Peñarol. Defensor Sporting Club complète le podium.
Le championnat recouvre une organisation plus classique : un championnat de 12 équipes qui se rencontrent par match aller-retour. Le premier est déclaré champion et le dernier est relégué en deuxième division.
Le Institución Atlética Sud América est relégué en deuxième division et remplacé pour la saison 1973 par le Montevideo Wanderers Fútbol Club qui revient dans l’élite après quelques années d’absence.
Tous les clubs participant au championnat sont basés dans l’agglomération de Montevideo. 
L’argentin Juan Mamelli (Nacional) termine avec 20 buts meilleur buteur du championnat pour la première fois.

## Les clubs de l'édition 1972
| \| Montevideo: · Bella Vista · Club Atlético Cerro · Nacional · Peñarol · Club Atlético Progreso · Sud América · Defensor · Liverpool · River Plate · Huracán Buceo · Danubio Fútbol Club · Central · Rentistas Montevideo \| Localisation des clubs engagés dans le championnat. |
| Montevideo: · Bella Vista · Club Atlético Cerro · Nacional · Peñarol · Club Atlético Progreso · Sud América · Defensor · Liverpool · River Plate · Huracán Buceo · Danubio Fútbol Club · Central · Rentistas Montevideo                                                           |

| Club                                  | Stade                       | Capacité | Ville      |
| ------------------------------------- | --------------------------- | -------- | ---------- |
| Club Atlético Bella Vista             | Parque José Nasazzi         | -        | Montevideo |
| Club Atlético Cerro                   | Estadio Luis Tróccoli       | -        | Montevideo |
| Central Español Fútbol Club           | -                           | -        | Montevideo |
| Danubio Fútbol Club                   | Jardines Del Hipódromo      | -        | Montevideo |
| Defensor Sporting Club                | Estadio Luis Franzini       | -        | Montevideo |
| Club Social y Deportivo Huracán Buceo | Parque Huracán              | -        | Montevideo |
| Institución Atlética Sud América      | -                           | -        | Montevideo |
| Liverpool Fútbol Club                 | -                           | -        | Montevideo |
| Club Nacional de Football             | Estadio Gran Parque Central | -        | Montevideo |
| Club Atlético Peñarol                 | Estadio Centenario          | -        | Montevideo |
| Club Atlético Rentistas               | Complejo Rentistas          | -        | Montevideo |
| Club Atlético River Plate             | -                           | -        | Montevideo |

## Compétition

### Classement

#### Premier tour
Le classement est établi sur le barème de points suivant : victoire à 2 points, match nul à 1, défaite à 0.
| Rang | Équipe                                | Pts | J  | G  | N  | P  | Bp | Bc | Diff |
| ---- | ------------------------------------- | --- | -- | -- | -- | -- | -- | -- | ---- |
| 1    | 'Club Nacional de Football T'         | 36  | 22 | 16 | 4  | 2  | 55 | 21 | +34  |
| 2    | Club Atlético Peñarol                 | 28  | 22 | 10 | 8  | 4  | 26 | 13 | +13  |
| 3    | Defensor Sporting Club                | 26  | 22 | 9  | 8  | 5  | 25 | 14 | +11  |
| 4    | Club Social y Deportivo Huracán Buceo | 23  | 22 | 6  | 11 | 5  | 23 | 17 | +6   |
| 5    | Club Atlético Cerro                   | 23  | 22 | 10 | 3  | 9  | 28 | 31 | -3   |
| 6    | Liverpool Fútbol Club                 | 22  | 22 | 7  | 8  | 7  | 20 | 19 | +1   |
| 7    | Club Atlético River Plate             | 21  | 22 | 6  | 9  | 7  | 23 | 21 | +2   |
| 8    | Institución Atlética Sud América      | 21  | 22 | 6  | 9  | 7  | 20 | 23 | -3   |
| 9    | Club Atlético Rentistas P             | 20  | 22 | 5  | 10 | 7  | 14 | 23 | -9   |
| 10   | Danubio Fútbol Club                   | 18  | 22 | 4  | 10 | 8  | 26 | 31 | -5   |
| 11   | Club Atlético Bella Vista             | 17  | 22 | 5  | 7  | 10 | 24 | 43 | -19  |
| 12   | Central Español Fútbol Club           | 9   | 22 | 0  | 9  | 13 | 24 | 52 | -28  |

| Légende : Qualifications et relégations | Légende : Qualifications et relégations                            |
| --------------------------------------- | ------------------------------------------------------------------ |
|                                         | Champion d'Uruguay et qualification pour la Copa Libertadores 1973 |
|                                         | Vice-champion et qualification pour la Copa Libertadores 1973      |
|                                         | Relégué en deuxième division                                       |
|                                         | T : Tenant du titre P : Promus                                     |

## Bilan de la saison
| Championnat d'Uruguay de football 1972 |                                       |
| Champion                               | Club Nacional de Football (31e titre) |
| Qualifications continentales           |                                       |
| Copa Libertadores 1973                 | Club Nacional de Football             |
| Copa Libertadores 1973                 | Club Atlético Peñarol                 |
| Promotions et relégations              |                                       |
| Promus en Primera División             | Montevideo Wanderers Fútbol Club      |
| Relégués en Intermedia                 | Institución Atlética Sud América      |

## Statistiques

### Meilleur buteur
- Juan Mamelli  (Nacional) 20 buts.